# Гратерија (Кунео)
Гратерија је насеље у Италији у округу Кунео, региону Пијемонт.
Према процени из 2011. у насељу је живело 90 становника. Насеље се налази на надморској висини од 391 м.